# Ґуралиці
Ґуралиці (пол. Góralice) — село в Польщі, у гміні Тшцинсько-Здруй Грифінського повіту Західнопоморського воєводства.
Населення — 617 осіб (2011).
У 1975-1998 роках село належало до Щецинського воєводства.

## Демографія
Демографічна структура станом на 31 березня 2011 року:
|          | Загалом | Допрацездатний вік | Працездатний вік | Постпрацездатний вік |
| -------- | ------- | ------------------ | ---------------- | -------------------- |
| Чоловіки | 302     | 54                 | 208              | 40                   |
| Жінки    | 315     | 67                 | 175              | 73                   |
| Разом    | 617     | 121                | 383              | 113                  |